# 1998年冬季奥林匹克运动会立陶宛代表团
1998年冬季奧林匹克運動會立陶宛代表團是立陶宛所派出的1998年冬季奧林匹克運動會代表團。該國共派出7名運動員參加4個大項的比賽。